# Zombies (banda)
Los Zombies fueron un grupo de new wave español de comienzos de los años 1980.

## Historia
El grupo fue fundado por el músico madrileño Bernardo Bonezzi (1964-2012), quien ya antes de los catorce años había capitaneado un proyecto musical llamado Morbus Acre (no fundó ese grupo, sino que se unió a ellos y con parte de sus miembros constituyó la primera formación de Zombies).
Había formado parte del grupo seminal de la movida madrileña Kaka de Luxe. Zombies aunaban influencias del glam rock (Lou Reed, David Bowie, Brian Eno) y de la new wave (Talking Heads, The B-52's). Ficharon por RCA quien editó el primer sencillo del grupo, la pegadiza Groenlandia, canción que sigue figurando entre las más conocidas del pop español de los años 1980, presente en numerosas recopilaciones de la música de la época. 
Alentados por el éxito del sencillo grabaron su primer álbum, Extraños juegos, uno de los discos de pop con más éxito de aquellos años. Sin embargo, tras la publicación del segundo álbum, La muralla china, Bonezzi decidió abandonar el grupo para dedicarse a otros proyectos.

## Discografía

### Álbumes
- Extraños juegos (RCA, 1980)
- La muralla china (RCA Víctor, 1981)

### Sencillos
- Groenlandia / La venganza de Cthulhu (RCA, 1980)
- No puedo perder mi tiempo / Contacto en Zúrich (RCA, 1981)
- La muralla china / Ngwame'Ngaa (RCA, 1981)

## Integrantes
- Bernardo Bonezzi (compositor, cantante y guitarra)
- Tesa Arranz (cajas chinas y coros)
- Álex de la Nuez (guitarrista)
- Massimo Rosi (bajo)
- Juanma del Olmo (guitarrista)
- Miguel Ordóñez (caja de ritmos)
- Jorge Tejerina (músico percusionista, cantante, letrista y compositor)